# Justicia caloneura
Justicia caloneura är en akantusväxtart som beskrevs av Wilhelm Sulpiz Kurz. Justicia caloneura ingår i släktet Justicia och familjen akantusväxter. Inga underarter finns listade i Catalogue of Life.